# 서울반도체고등학교
서울반도체고등학교(서울半導體高等學校)는 대한민국 서울특별시 동대문구 휘경동에 있는 공립 반도체 분야 산업수요맞춤형(마이스터)고등학교이다.

## 학교 연혁
- 1997년 12월 20일 : 휘경공업고등학교 설립 인가(6개과 14학급). 금형설계과, 전자기계과, 중기과, 전기과, 전자과, 지적정보과
- 1998년 3월 1일 : 초대  노기환 교장 취임
- 1998년 3월 2일 : 1998학년도 입학식(신입생 700명)
- 1998년 7월 2일 : 개교식
- 2011년 8월 1일 : 학칙변경 (학과명 변경 금형디자인과를 자동차금형과로, 메카트로닉스과를 자동차생산과로, 디지털전기제어과를 전기제어과로, 디지털정보전자과를 디지털전자과로, 부동산지적정보과를 건설교통과로)
- 2019년 12월 30일: 교육복지 우수학교 서울특별시교육감 표창
- 2024년 3월 4일 : 재학생을 인한 성수공업고등학교와 통폐합
- 2024년 7월 31일: 학칙변경(학과명 변경 친환경자동차과, 전기제어과, 스마트전자과)
- 2024년 9월 1일 : 서울반도체고등학교로 교명 변경
- 2024년 10월 30일 : 교육부 산업수요 맞춤형고 승인(마이스터고)
- 2025년 3월 1일 : 지우정 교장 취임

## 설치 학과
- 반도체 장비과(2026학년도 신입생 모집)
- 반도체 제조과(2026학년도 신입생 모집)
- 인공지능산업과(폐과 예정)
- 친환경자동차과(폐과 예정)
- 스마트전자과(폐과 예정)
- 전기제어과(폐과 예정)
- 도시공간건설과(폐과 예정)

## 참고 자료
- 서울반도체고등학교 - 한국교육학술정보원 학교알리미